# S.H.I.E.L.D.
S.H.I.E.L.D.(실드)는 마블 코믹스에 등장하는 가공의 조직이다. 시대와 등장 작품에 따라 차이는 있지만, 슈퍼히어로를 관리하는 국가 조직으로 그려져있다. Strange Tales 제 135호 (1965년 8월) 스탠 리와 잭 커비에 의해 창조되었다. 오랫동안 닉 퓨리가 장관을 맡고 있었지만, 한 사건을 계기로 사임한다. 나중에는 마리아 힐이 국장이 된다.

## 명칭
S.H.I.E.L.D.가 무엇의 약자인지에 대해서는 시대와 작품에 따라 차이가있다.
첫 등장
Supreme Headquarters, International Espionage, Law-Enforcement Division.
1991년
Strategic Hazard Intervention, Espionage Logistics Directorate.
마블 시네마틱 유니버스
Strategic Homeland Intervention, Enforcement, and Logistics Division.

## 관련단체
- 어벤져스
- 히드라